# IV. Dávid grúz király
IV. Dávid, más néven Építő Dávid (grúz nyelven: დავით აღმაშენებელი, Davit Aghmashenebeli; Kutaiszi, 1073 – Tbiliszi, 1125. január 24.), a Bagration-dinasztiából, 1089-től 1125-ben bekövetkezett haláláig az Egyesült Grúzia 5. királya volt

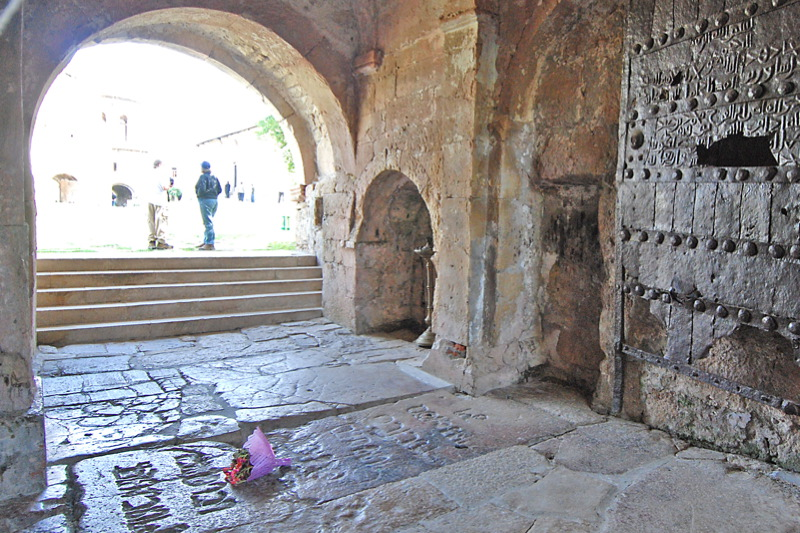
IV. Dávid síremléke Gelatiban

IV. Dávid király, az Építő (1073-1125) a legnagyobb grúz uralkodónak számít, aki újraegyesítette az ország területét, sikeresen ellenállt a szeldzsuk törökök inváziós kísérleteinek, lefektette a modern középkori állam alapjait, és világosan meghatározta az egyház helyét és szerepét.

## Története

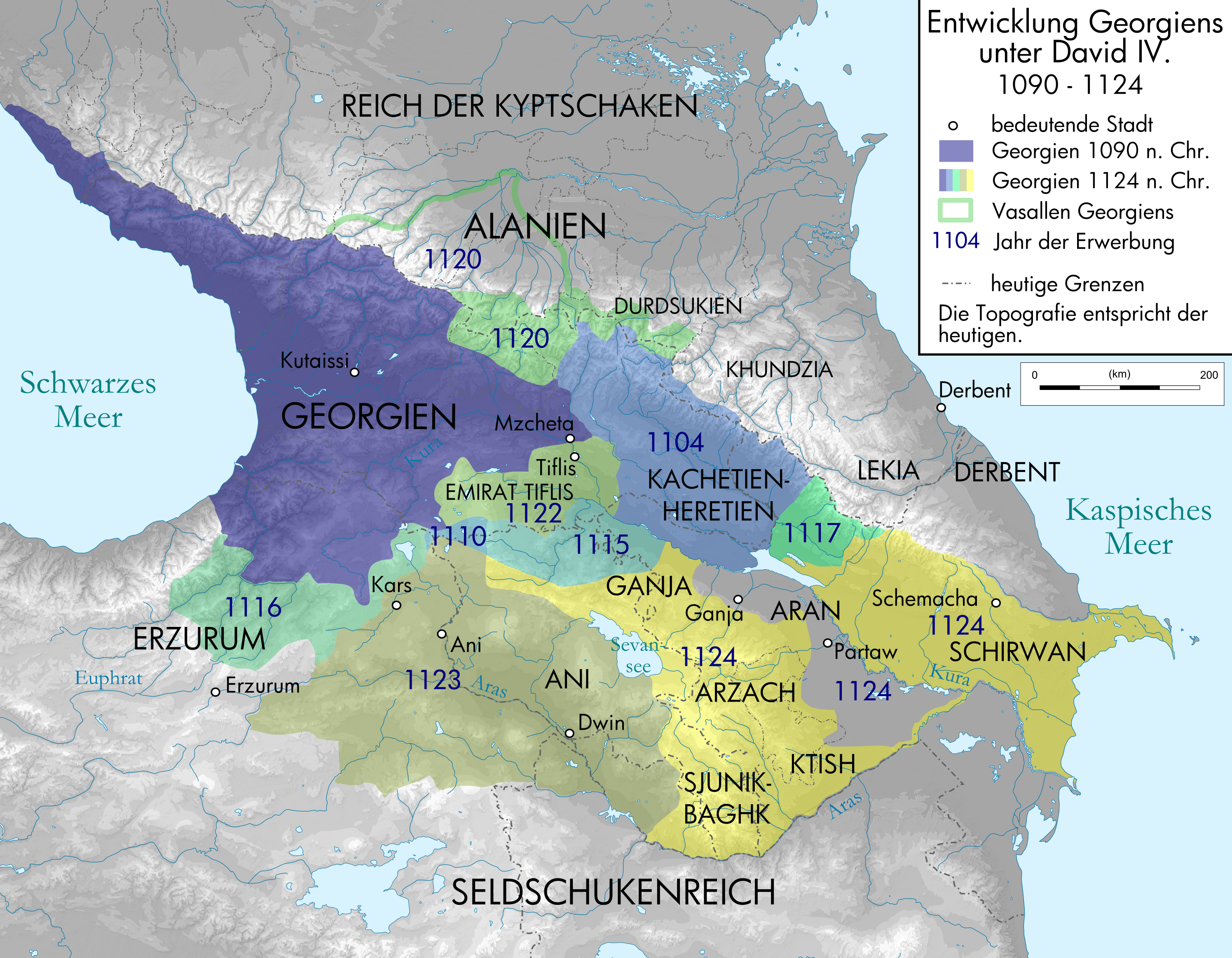
Grúzia IV. Dávid királysága idején

IV. Dávidot a történelem legnagyobb és legsikeresebb grúz uralkodójának, a grúz aranykor eredeti építészének tartották. A grúz királyság a 11. században északon a Kaukázussal, Alániával, hegyi törzsekkel, nomádokkal, nyugaton a Bizánci Birodalommal, délen pedig a szeldzsukokkal volt határos. Azonban a grúz királyságra a legnagyobb veszélyt mégis a szeldzsuk terjeszkedés jelentette, mivel a békét csak nagy adók fizetésével sikerült megőriznie, bár a szeldzsukok még így is többször indítottak rablóhadjáratot a grúz királyság ellen. Az egyre erősödő szeldzsuk fenyegetéssel szemben azonban IV. Dávid királynak sikerült felülkerekednie, behódolásra kényszerítette a tartományok vezetőit, és állandó hadsereget állított fel, majd szövetségre lépett a kipcsak-kunokkal is.
Sikerült elűznie a szeldzsuk törököket az országból, megnyerve az 1121-es didgori csatát. A hadsereg és a közigazgatás reformjai lehetővé tették számára, hogy újra egyesítse az országot, és a Kaukázus földjeinek nagy részét Grúzia ellenőrzése alá vonja. Az egyház barátja és a keresztény kultúra figyelemre méltó népszerűsítője volt, akit a grúz ortodox egyház szentté avatott.